# Friends with Benefits
Friends with Benefits, titulada Con derecho a roce en España y Amigos con beneficios en Hispanoamérica, es una comedia romántica estadounidense dirigida por Will Gluck y protagonizada por Mila Kunis, Justin Timberlake, Woody Harrelson, Emma Stone y Patricia Clarkson. El rodaje comenzó el 13 de julio del 2010 en Nueva York, y finalizó en septiembre de ese mismo año en Los Ángeles. Distribuida por Screen Gems y su estreno se llevó a cabo el 22 de julio de 2011 en Estados Unidos.

## Argumento
Jamie (Mila Kunis) es una cazatalentos de ejecutivos que trabaja para una importante agencia de empleos en la ciudad de Nueva York y Dylan (Justin Timberlake) es un director de arte que colabora en una pequeña compañía de Internet en Los Ángeles. A Jamie le dan la tarea de entrevistar a Dylan para un trabajo en la revista GQ de Nueva York. Dylan llega a Nueva York y, luego de la entrevista, Jamie le informa que GQ le ha ofrecido el empleo. Al comienzo, Dylan no está seguro de aceptarlo y mudarse desde Los Ángeles a Nueva York, pero, en un esfuerzo por convencerlo, Jamie lo lleva de paseo por Manhattan intentando persuadirlo.

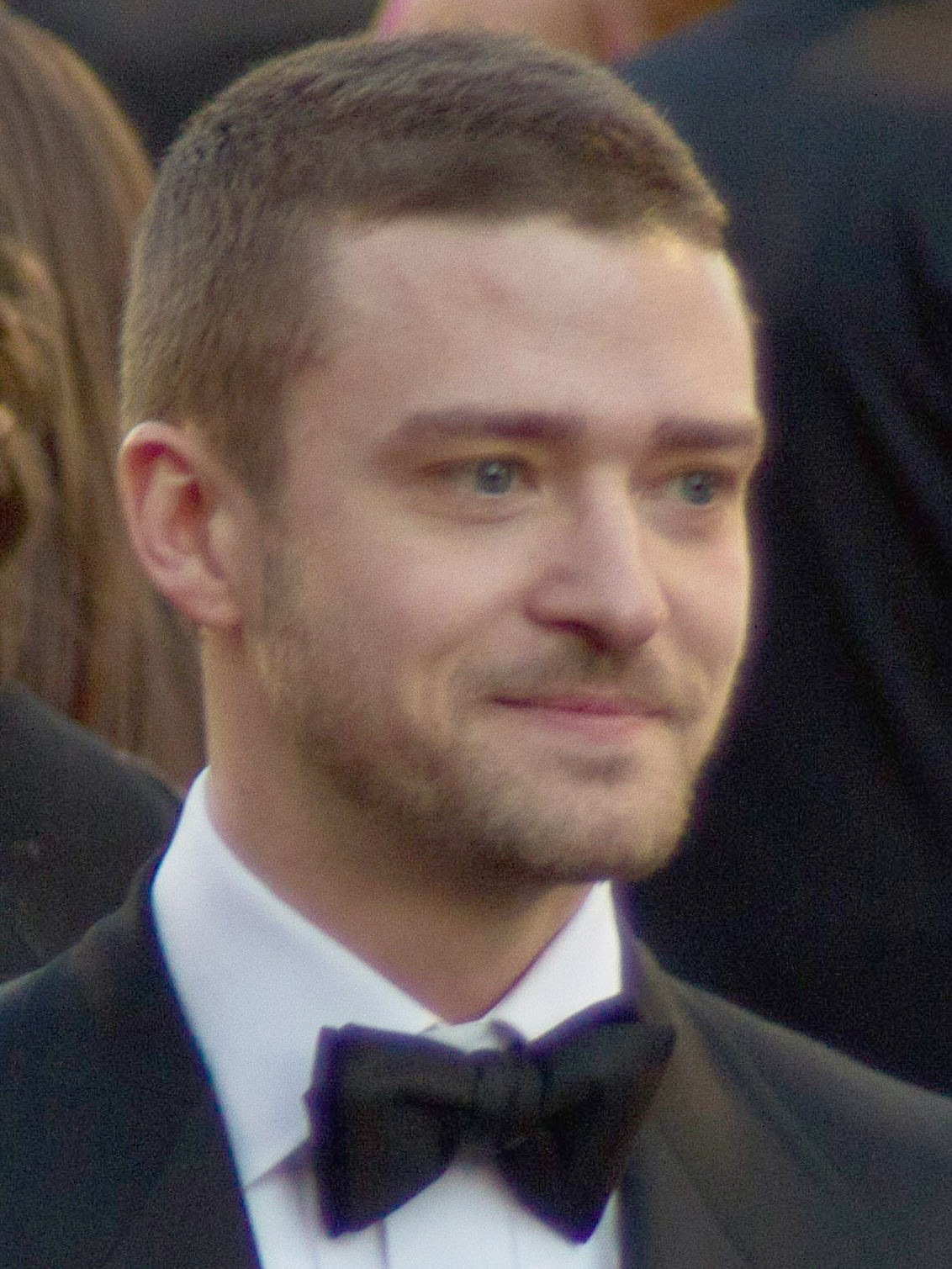
Justin Timberlake

Después de una divertida noche juntos explorando la ciudad, Dylan acepta el trabajo. Al día siguiente, Jamie le entrega a Dylan el contrato para que lo firme y así dar por cumplida su misión. Sin conocer a nadie en la ciudad, él y Jamie forman rápidamente una amistad. Una noche, mientras veían una película romántica en el apartamento de Jamie, conversan sobre sexo y relaciones personales, y llegan a la conclusión de que el sexo no debería implicar muchos compromisos emocionales haciendo analogía con los jugadores de Tenis, los cuales no se involucran sentimentalmente después de un juego. Ambos sienten la necesidad de una conexión física, y acuerdan tener sexo sin emociones ni compromisos (amigos con derechos), esa misma noche lo prueban teniendo sexo y diciendo sus inconformidades y deseos, luego de varios encuentros, Jamie siente que eso no es lo que desea y le pide a Dylan que se detengan.
Jamie conoce a Parker (Bryan Greenberg) y comienzan a salir. Después de cinco citas, tienen sexo, pero a la mañana siguiente, Parker deja a Jamie y le confiesa que no busca nada más. Furiosa, Jamie lo enfrenta y terminan la relación. En solidaridad con la situación de Jamie y con la esperanza de que supere su pena, Dylan le sugiere que lo acompañe a California durante el fin de semana del 4 de julio, para visitar a su familia. Jamie duda de la idea, pero acepta gracias a la insistencia de Dylan. Vuelan a California, donde Jamie conoce al padre (Richard Jenkins) y a la hermana de Dylan, Annie (Jenna Elfman). Durante su estancía ahí, los sentimientos del uno por el otro comienzan a tomar forma y comparten besos apasionados que los llevan a una íntima noche como nunca antes habían experimentado. Sin embargo, al día siguiente, Jamie escucha una conversación entre Annie y Dylan, donde él confiesa no tener sentimientos reales por ella. Herida, ella vuela de regreso a Nueva York. Días más tarde, Dylan viaja a Nueva York para reconciliar su relación con Jamie, y descubre por qué ella lo ha estado ignorando.

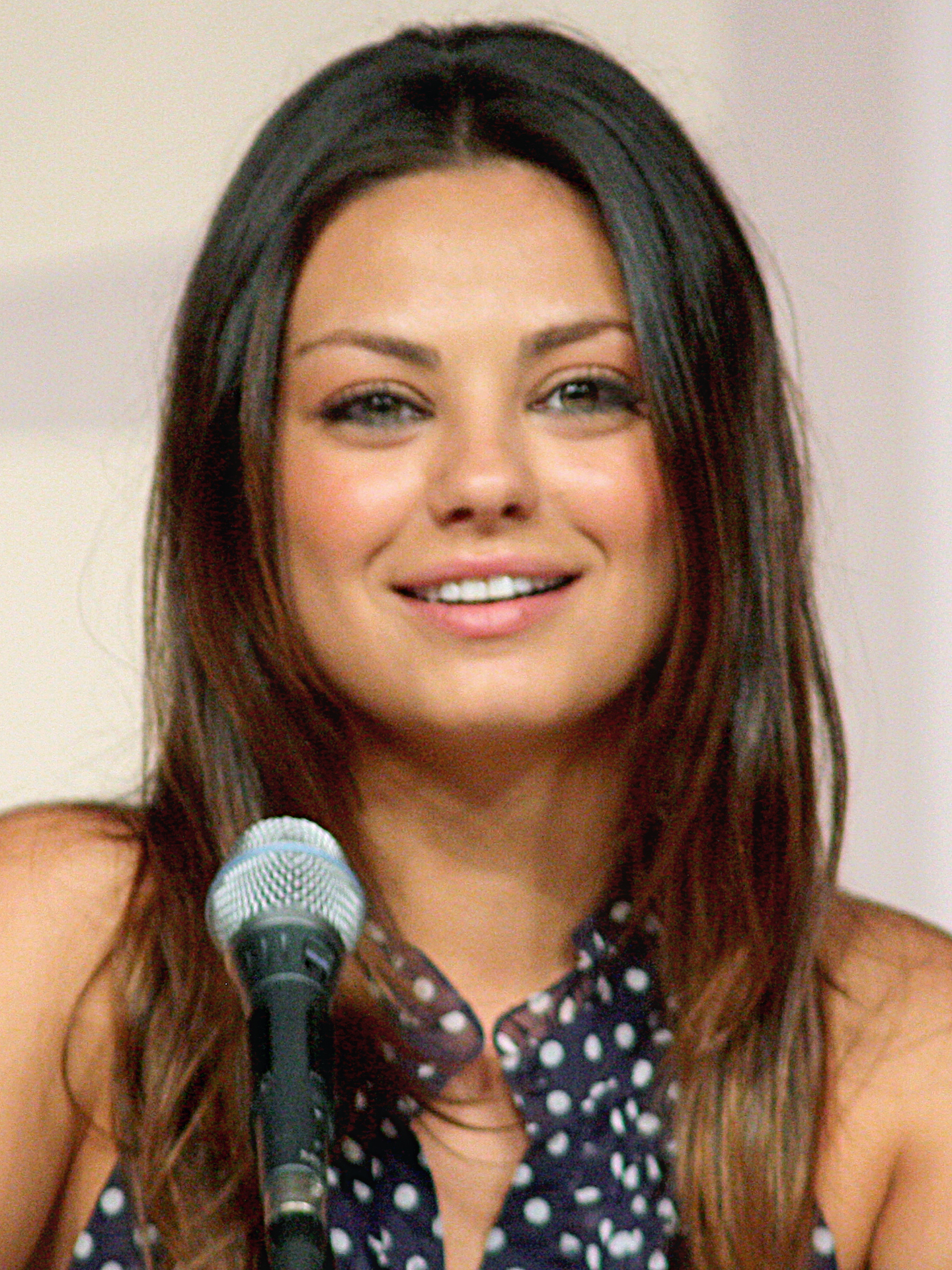
Mila Kunis

Al poco tiempo, Jamie se entera de que Dylan podría dejar su puesto en GQ para tomar otro trabajo, lo que afectaría su imagen como cazatalentos. Ella enfrenta a Dylan sobre esto, pero terminan discutiendo por otra cosa. Ambos comienzan una búsqueda interior para aclarar sus sentimientos. Jamie acude a su madre (Patricia Clarkson), mientras que Dylan conversa con su hermana por teléfono. Annie aprovecha para informarle que su padre, que sufre la enfermedad de Alzheimer, viajará a Nueva York y necesita que lo recojan en el aeropuerto. Mientras comen en el terminal aéreo, su padre, en un momento de confusión provocado por su enfermedad, reconoce incorrectamente a una transeúnte como una mujer de su pasado. Dylan le pregunta al respecto y su padre, antes de recobrar la lucidez, dice que la conoció en la Marina, que fue el amor de su vida y que está arrepentido de haberla dejado ir en su juventud, y que debe decirle sus sentimientos antes de perderla. Dylan se da cuenta de lo que siente por Jamie y, después de una conversación con su amigo y colega Tommy (Woody Harrelson), decide ir por ella. Llama a la madre de Jamie para armar un plan, y logra que Jamie acuda a la Terminal Grand Central para, supuestamente, recoger a su madre. Allí, Dylan organiza un flashmob y, cuando llega el momento apropiado, él confiesa lo que realmente siente por ella. Ella, sorprendida y feliz, le pide un beso. Tras el beso, Dylan le sugiere que es tiempo de que tengan su primera cita verdadera. Van a un café cercano y, aunque intentan que la cita sea casual y relajada, terminan con un sensual abrazo y un apasionado beso.

## Elenco
- Justin Timberlake como Dylan Harper.
- Mila Kunis como Jamie Rellis.
- Patricia Clarkson como Lorna Rellis.
- Richard Jenkins como Mr. Harper.
- Jenna Elfman como Annie Harper.
- Nolan Gould como Sammy.
- Woody Harrelson como Tommy Bollinger.
- Bryan Greenberg como Parker.
- Emma Stone como Kayla Durpis.
- Andy Samberg como Quincy.
- Masi Oka como Darin Arturo Morena
- Lili Mirojnick como Laura.
- Shaun White como Shaun White.
- Jason Segel (cameo)
- Rashida Jones (cameo)[8]

## Producción
Screen Gems fue autorizada para continuar con el título Friends with Benefits luego de que Paramount Pictures renombrara su nueva película como No Strings Attached, una comedia romántica protagonizada por Natalie Portman y Ashton Kutcher que también trata el tema de la amistad y el sexo.
Friends with Benefits comenzó su producción en julio de 2010 en Nueva York y en Los Ángeles. El director Will Gluck aseguró que el concepto de la historia comenzó con su deseo de trabajar con Kunis y Timberlake. «Había un par de actores con los que quería trabajar, así que la escribí para Justin Timberlake y Mila Kunis. Quería hacer una película adulta sobre sexo y sobre relaciones sentimentales».
El director también comparó la historia con una producción clásica de Katharine Hepburn y Spencer Tracy. «Es como si estuvieran haciendo una película en el 2010. Habiendo visto todas las películas antiguas, los personajes aprenden sobre películas también. Además conseguí una gran elenco para apoyarme. No son solo películas antiguas, sino historias antiguas. En la vida, todos hablan de viejas premisas y películas. "Sé cómo va a terminar esto. Esto va a terminar mal". Pero en las películas, la gente es completamente densa. Piensan que son el primer chico que conoce a una chica y se pregunta qué va a pasar. Así que intenté persuadir a nuestros personajes con sentido de la historia. "Esto es lo ocurre en esta situación. Veamos qué hacemos con eso." Creo que cuando le permites al público conocer el secreto de que estos personajes saben que no son las primeras personas que pasan por esto en la vida, hay una sensación de alivio en vez de un "¡Vamos!"».

## Recepción

### Taquilla
Friends with Benefits recaudó USD $18.500.000 en su primer fin de semana en los cines estadounidenses. Se exhibió en cerca de 3.500 salas de 2.926 ciudades. Según un estudio realizado por la distribuidora Sony Pictures, el 62 por ciento de los espectadores fueron mujeres y el 56 por ciento tenían veinticinco años o más. El 4 de septiembre de 2011, la película registraba una recaudación de USD $55.802.754 en Estados Unidos y de USD $93.739.491 en otros países, con un total de USD $149.542.245. En España, Con derecho a roce fue vista por 211.000 personas en su primer fin de semana, y recaudó €1.400.000.

### Crítica
La película ha recibido críticas generalmente positivas de los especialistas. El sitio web Rotten Tomatoes reporta que el 72 por ciento de los críticos han dado a Friends with Benefits una nota positiva, y le han otorgado 6,4 puntos de 10. El consenso del sitio es que la película no añade nada nuevo a la conocida fórmula de las comedias románticas, pero la química entre Justin Timberlake y Mila Kunis es casi suficiente para llevar la película por sí sola. La página Metacritic le otorga al filme 63 puntos de 100, a partir de treinta y seis reseñas.
El crítico de cine Manohla Dargis, del The New York Times, opinó que Friends with Benefits es una comedia dinámica, rápida y divertida en la que Justin Timberlake y Mila Kunis hacen una pareja agradable. Roger Ebert, del Chicago Sun-Times, alabó la película por sus buenos diálogos y por su ritmo acelerado. Por su parte, Peter Debruge, de Variety, consideró que la historia era demasiado predecible y benigna, como todo lo que se ha mostrado antes, pero aseguró que Kunis es un producto natural en la comedia y Timberlake exuda el mismo tipo de potencia estelar que pondría a Will Smith en la cima.

### Premios y nominaciones
| Premio                  | Categoría                  | Nominado          | Resultado |
| ----------------------- | -------------------------- | ----------------- | --------- |
| Teen Choice Awards 2011 | Estrella de cine masculina | Justin Timberlake | Nominado  |
| Teen Choice Awards 2011 | Estrella de cine femenina  | Mila Kunis        | Nominada  |

## DVD y Blu-ray Disc
El lanzamiento de Friends with Benefits en formato Blu-ray fue el 2 de diciembre del 2011. Este disco incluye material extra, como comentarios en audio de Will Gluck, Justin Timberlake y Mila Kunis, una serie de preguntas, escenas borradas, tomas descartadas, un documental sobre la producción de la película y una secuencia que explica cómo se crea un flashmob. Junto al Blu-ray se vende el DVD de la película.

## Banda sonora
El sello discográfico Madison Gate Records lanzó el 19 de julio de 2011 la banda sonora de la película.

| N.º | Título                                                             | Duración |  |
| 1.  | «Magic carpet ride (Philip Steir Remix)» (Steppenwolf)             | 3:29     |  |
| 2.  | «L.O.V.» (Fitz and The Tantrums)                                   | 3:41     |  |
| 3.  | «Booty Call» (G. Love & Special Sauce)                             | 3:28     |  |
| 4.  | «New York, New York (FWB Remix)» (Ray Quinn)                       | 2:20     |  |
| 5.  | «Boys Don't Cry» (Grant-Lee Phillips)                              | 3:47     |  |
| 6.  | «Such a Colorful World» (Max & Simon)                              | 2:14     |  |
| 7.  | «Satelite» (Peter Conway)                                          | 3:45     |  |
| 8.  | «Let a Woman Be a Woman (And a Man Be a Man)» (Dyke & the Blazers) | 3:12     |  |
| 9.  | «At the Window» (Double 0 Zero)                                    | 3:50     |  |
| 10. | «Love's Gonna Getcha» (Tal & Acacia)                               | 3:05     |  |
| 11. | «Jump» (Kris Kross)                                                | 3:17     |  |
| 12. | «This Too Shall Pass» (Rogue Wave)                                 | 6:13     |  |
| 13. | «Tightrope» (Janelle Monáe)                                        | 4:25     |  |
| 14. | «Take a Bow» (Greg Laswell)                                        | 3:59     |  |
| 15. | «Closing Time» (Semisonic)                                         | 4:34     |  |